# 지방도 제408호선
지방도 제408호선은 강원특별자치도 홍천군 두촌면 자은리 원동 교차로와 평창군 용평면 백옥포리 백옥삼거리를 잇는 강원특별자치도의 지방도이다.
면온 나들목에서 영동고속도로와 교차하고, 휘닉스파크를 지나는 것이 특징이다. 평창군 봉평면 면온리 ~ 영동제2호터널 ~ 용평면 백옥포리 구간은 과거 영동고속도로 구간을 재활용한 것이다.

## 역사
- 2001년 3월 31일 : 종점을 평창군 봉평면 면온리에서 용평면 장평리로 변경해 4.33km 구간 연장. 이로 인해 노선명이 '상걸 ~ 봉평선'에서 '상걸 ~ 장평선'으로 변경됨.[1]
- 2002년 6월 1일 : 도로수해복구공사에 의해 홍천군 두촌면 괘석리 1km 구간 도로구역 변경[2]
- 2003년 2월 15일 : 구 영동고속도로 구간이 지방도로 이관됨으로 인해 노선 연장 조정[3]
- 2017년 11월 24일 : 평창군 봉평면 면온리 ~ 무이리 5.485km 구간 확장 개통, 기존 총 1.25km 구간 폐지[4]
- 2017년 12월 27일 : 둔내 ~ 무이간 도로 2공구(평창군 봉평면 무이리 ~ 용평면 백옥포리) 5.7km 구간 확장 개통, 기존 총 340m 구간 폐지[5]
- 2018년 7월 4일 : 장수원교(홍천군 내촌면 물걸리) 760m 구간 신설 개통, 기존 135m 구간 폐지[6]
- 2020년 7월 31일 : 자은 ~ 도관간 도로(홍천군 내촌면 도관리 ~ 광암리) 3.72km 구간 확장 개통, 기존 가족고개(홍천군 내촌면 도관리) 1.85km 구간 폐지[7]
- 2021년 10월 29일 : 우이지구(평창군 봉평면 무이리) 2.62km 구간 확장 개통[8]

## 주요 경유지
- 홍천군
  - 두촌면 원동 교차로 - 내후동교 - 후동2교 - 자은리 - 후동5교 - 괘석리 - 신흥교 - 협성교
  - 내촌면 협성교 - 광암리 - 가족고개 - 도관1교 - 내촌중학교 - 도관리(지방도 제451호선과 분기) - 서곡리 - 와야삼거리 - 와야교 - 와야리 - 내촌중학교 와야분교(폐교) - 수작골고개 - 내촌 나들목 - 장수원교 - 물걸리 - 큰구둔치
  - 서석면 큰구둔치 - 수하리(지방도 제444호선과 분기) - 용수교 - 어론리 - (용두안) - 용두안2교 - 서석면체육공원 - 용두안1교 - 서석시외버스터미널 - 서석초등학교 - 서석중고등학교 - 풍암리 - 검산리 - 검산2교 - 삼생초등학교 - (미개통 구간 : 생곡교 - 생곡리 - 생곡저수지 - 구목령)

- 평창군
  - 봉평면 (미개통 구간 : 구목령 - 흥정리 - 무이리) - 태기삼거리 - 휘닉스파크 - 면온리 - 면온 나들목 - 영동제2호터널(연장 약 560m)
  - 용평면 영동제2호터널(연장 약 560m) - 백옥포리 - 백옥포교 - 백옥삼거리(평창 나들목)

## 중복 구간
- 홍천군 내촌면 도관리 ~ 와야삼거리 : 지방도 제451호선과 중복
- 홍천군 서석면 수하리 ~ (용두안) : 지방도 제444호선과 중복
- 홍천군 서석면 (용두안) ~ 생곡교 북단 : 국도 제56호선과 중복
- 홍천군 서석면 풍암리 ~ 생곡교 북단 : 국도 제19호선과 중복
- 평창군 봉평면 무이리 ~ 태기삼거리 : 국도 제6호선과 중복

## 도로명
- 홍천군 두촌면 원동 교차로 ~ 내촌면 도관리 : 광석로
- 홍천군 내촌면 도관리 ~ 와야삼거리 : 아홉사리로
- 홍천군 내촌면 와야삼거리 ~ 서석면 수하리 : 장수원로
- 홍천군 서석면 수하리 ~ (용두안) : 행치령로
- 홍천군 서석면 (용두안) ~ 생곡교 북단 : 구룡령로
- 홍천군 서석면 생곡교 북단 ~ 구목령 : 피리골길
- 평창군 봉평면 흥정리 ~ 무이리 : 팔송로
- 평창군 봉평면 무이리 ~ 태기삼거리 : 경강로
- 평창군 봉평면 태기삼거리 ~ 용평면 백옥삼거리 : 태기로

## 문화
영화 시간이탈자의 일부 촬영이 이 지방도의 구 영동고속도로 구간에서 이루어졌다.